# おがさわら丸
おがさわら丸（おがさわらまる）は、小笠原海運が運航する貨客船。本土（東京）と小笠原諸島（父島）を結ぶ定期航路としては唯一の交通手段である。1979年建造の初代おがさわら丸、1997年建造の2代目おがさわら丸、2016年建造の3代目おがさわら丸がある。

## 初代
1968年の小笠原諸島の本土復帰後、小笠原航路は東京都による運航を経て小笠原海運による運航となり、東海汽船から傭船した椿丸、続いて関西汽船から購入した父島丸（元｢浮島丸｣）が就航していた。本船は父島丸に代わる本航路初の新造船として、三菱重工業下関造船所で建造され、1979年4月2日に就航した。
小さいながらも父島への貴重な交通手段として親しまれ、小笠原で使用されるものはプレハブ住宅やプレジャーボートのほか郵便物、現金に至るまで、危険物を除くほとんどの物資を運ぶ文字通りのライフラインであった。
1997年、おがさわら丸 (2代)の就航により引退した。

## 2代目
おがさわら丸 (初代)の代船として、三菱重工業下関造船所で建造され、1997年2月20日に就航した。
共有建造制度を利用して建造された船舶整備公団（現在の鉄道建設・運輸施設整備支援機構）との共有船である。建造時、内航在来型貨客船としては最大・最高速であった。
硫黄島の慰霊祭の際には、特別に父島より遺族・関係者を乗せて船を出しているほか、年に1回程度硫黄列島を巡るクルージングツアーも行われていた（列島の各島には上陸できない）。また、八丈島島民の小笠原訪問・慰霊のため、毎年6月下旬に八丈島（底土港）へ寄港する。その他、久里浜港・館山港・大島に寄港したこともあった。
おがさわら丸 (3代)の就航により、2016年6月26日二見港発、翌27日東京着の便をもって引退した。

## 3代目
2代目の老朽に伴い、2016年度の就航を目指して後継船となる3代目の新造が発表された。2代目より大型化と高速化が図られる。
3代目おがさわら丸は三菱重工下関造船所で建造され、2016年1月26日に進水式が行われた。同年7月2日に就航した。
大型・高速化をはかりつつも、船首形状を垂直ステムにして、省エネ船型や高効率スクリューを採用することにより、先代と同じ主機関出力で省エネを達成した。
新船就航に伴い運航ダイヤも見直し、日本各地からの乗り継ぎに配慮。更に予約、乗船の方式や船内メニュー、グッズも刷新された。